# Rasphuis (Amsterdam)
La Rasphuis era una casa di detenzione in Amsterdam aperta nel 1596, in cui venivano rinchiusi, assieme a criminali comuni e debitori, i mendicanti.
Il nome significa letteralmente "casa del Saracco o "casa della sega", poiché i reclusi, obbligati a lavorare fino a quattordici ore al giorno, utilizzavano saracchi (o seghe da legno) per produrre segatura dal legno del Brasile.
Il suo funzionamento comprendeva tre grandi principi:
1. La durata della pena poteva essere determinata dalla stessa amministrazione[non chiaro] a seconda del comportamento del prigioniero (entro certi limiti).
2. Il lavoro era obbligatorio, si faceva in comune e veniva percepito un compenso (la cella individuale era utilizzata solo per un'ulteriore punizione; in genere i detenuti erano rinchiusi in celle che potevano contenere dai tre a quattro persone e i detenuti dormivano a due o tre per letto).
3. Un sistema di divieti e obblighi, uno stretto impiego del tempo, una sorveglianza continua e letture spirituali tenevano impegnati i detenuti per tutta la giornata.

Storicamente il Rasphuis costituisce il punto di incontro tra la teoria del 1600, di una trasformazione degli individui attraverso un esercizio continuo, e la pratica penitenziaria del 1700. Esso conferì alle tre istituzioni che furono allora attuate (ovvero la Rasphuis di Gand, il sistema di reclusione americano e quello inglese) i principi fondamentali, e ciascuna di esse si svilupperà in una direzione particolare.
Alcuni ribelli poi venivano rinchiusi in celle in cui veniva pompata acqua, il recluso se voleva salvarsi doveva a sua volta pompare acqua all'esterno. Questa era considerata una punizione esemplare poiché obbligava il punito a lavorare per salvarsi.